# Saïd Taghmaoui
Saïd Taghmaoui (Villepinte, 19 luglio 1973) è un attore francese naturalizzato statunitense di origine marocchina.

## Biografia
Figlio di immigrati marocchini di etnia berbera ed originari di Essaouira, è nato in un piccolo sobborgo nei pressi di Parigi ed è cresciuto in una numerosa famiglia, composta da nove fratelli. Dopo aver abbandonato gli studi, si dedica alla boxe, raggiungendo alti livelli. Inizia a recitare verso la metà degli anni novanta, periodo nel quale conosce Mathieu Kassovitz, con il quale recita ne L'odio.
Negli anni seguenti ha recitato anche in Italia nel film Onorevoli detenuti e ne I giardini dell'Eden di Alessandro D'Alatri. Nel 1998 recita al fianco di Kate Winslet in Ideus Kinky - Un treno per Marrakech, mentre l'anno seguente recita nel film di David O. Russell Three Kings; sempre con lo stesso regista recita in I Heart Huckabees - Le strane coincidenze della vita, successivamente partecipa a Oceano di fuoco - Hidalgo.
Nel 2007 recita nel film di Marc Forster Il cacciatore di aquiloni mentre nel 2008 partecipa al thriller Prospettive di un delitto. Nel 2008 ha acquisito la cittadinanza statunitense, mentre nel 2009 partecipa al suo primo blockbuster, G.I. Joe - La nascita dei Cobra, e recita come guest star in diversi episodi della 5ª stagione di Lost.

## Filmografia parziale
- L'odio (La Haine), regia di Mathieu Kassovitz (1995)
- Héroïnes, regia di Gérard Krawczyk (1996)
- L'albero dei destini sospesi, regia di Rachid Benhadj (1997)
- I giardini dell'Eden, regia di Alessandro D'Alatri (1998)
- Ideus Kinky - Un treno per Marrakech (Hideous Kinky), regia di Gillies MacKinnon (1998)
- Onorevoli detenuti, regia di Giancarlo Planta (1998)
- Prima del tramonto, regia di Stefano Incerti (1999)
- Three Kings, regia di David O. Russell (1999)
- Affittasi camera (Room to Rent), regia di Khalis Al-Haggar (2000)
- Ali Zaoua, prince de la rue, regia di Nabil Ayouch (2000)
- Uneasy Riders (Nationale 7), regia di Jean-Pierre Sinapi (2000)
- Pollicino (Le Petit poucet), regia di Olivier Dahan (2001)
- Triplo gioco (The Good Thief), regia di Neil Jordan (2002)
- Crime Spree - In fuga da Chicago (Crime Spree), regia di Brad Mirman (2003)
- Spartan, regia di David Mamet (2004)
- Oceano di fuoco - Hidalgo (Hidalgo), regia di Joe Johnston (2004)
- I Heart Huckabees - Le strane coincidenze della vita (I ♥ Huckabees), regia di David O. Russell (2004)
- Il pane nudo (El khoubz el hafi), regia di Rachid Benhadj (2005)
- Five Fingers - Gioco mortale (Five Fingers), regia di Laurence Malkin (2006)
- O' Jerusalem, regia di Elie Chouraqui (2006)
- Il cacciatore di aquiloni (The Kite Runner), regia di Marc Forster (2007)
- Prospettive di un delitto (Vantage Point), regia di Pete Travis (2008)
- Traitor - Sospetto tradimento (Traitor), regia di Jeffrey Nachmanoff (2008)
- Linear, regia di Anton Corbijn (2009)
- G.I. Joe - La nascita dei Cobra (G.I. Joe: Rise of Cobra), regia di Stephen Sommers (2009)
- Kandisha, regia di Jerome Cohen-Olivar (2009)
- Stranded, regia di Sandra Martin (2010)
- Conan the Barbarian, regia di Marcus Nispel (2011)
- My Brother the Devil, regia di Sally El Hosaini (2012)
- American Hustle - L'apparenza inganna (American Hustle), regia di David O. Russell (2013)
- The Infiltrator, regia di Brad Furman (2016)
- Wonder Woman, regia di Patty Jenkins (2017)
- John Wick 3 - Parabellum (John Wick: Chapter 3 - Parabellum), regia di Chad Stahelski (2019)
- Sotto attacco (Embattled), regia di Nick Sarkisov (2020)
- The Forgiven, regia di John Michael McDonagh (2021)

### Televisione
- West Wing - Tutti gli uomini del Presidente (The West Wing) - serie TV, episodio 5x02 (2003)
- Sleeper Cell – serie TV, 3 episodi (2006)
- Segreti (Suspectes) – miniserie TV (2007)
- Casa Saddam (House of Saddam) – miniserie TV (2008)
- Lost – serie TV, 4 episodi (2009)
- Strike Back – serie TV, 2 episodi (2012)
- Touch – serie TV, 10 episodi (2013)
- The Missing – miniserie TV (2014)

## Doppiatori italiani
Nelle versioni in italiano delle opere in cui ha recitato, Saïd Taghmaoui è stato doppiato da:
- Loris Loddi in L'odio, Traitor - Sospetto tradimento
- Roberto Pedicini in I giardini dell'Eden
- Riccardo Rossi in Affittasi camera
- Massimiliano Manfredi in Triplo gioco
- Christian Iansante in O'Jerusalem
- Roberto Draghetti in Il cacciatore di aquiloni
- Marco Mete in Prospettive di un delitto
- Luigi Ferraro in G.I. Joe - La nascita dei Cobra
- Fabrizio Vidale in Conan the Barbarian
- Gabriele Sabatini in Touch
- Paolo Macedonio in Wonder Woman
- Fabio Boccanera in John Wick 3 - Parabellum
- Franco Mannella in The Forgiven